# Mahafaly (volk)
De Mahafaly (Malagassisch, waarschijnlijk 'zij die taboe's maken' of 'zij die blij maken') zijn een etnische groep in Madagaskar. Ze leven voornamelijk op het Mahafaly-plateau in de regio Atsimo-Andrefana, in het uiterste zuiden van Madagaskar.

## Geschiedenis
De Mahafaly stammen af van Bantoevolken die vanaf de 10e eeuw in het oosten van Madagaskar immigreerden. De voorouders van de Mahafaly trokken in de 12e eeuw naar de zuidkust van Madagaskar en vestigden zich in het district Ampanihy en omgeving. Ondanks het droge klimaat in deze regio, die dankzij zijn schrale vegetatie ook wel de spiny forest wordt genoemd, bouwden de Mahafaly hier een bestaan op door zich toe te leggen op de landbouw en de veeteelt. De Mahafaly behielden hun onafhankelijkheid tijdens de regering van de Merina, maar werden onderworpen tijdens de Franse bezetting van Madagaskar in 1895.

## Maatschappij, cultuur en religie
Het echtscheidingspercentage onder de Mahafaly is extreem hoog, sommige mannen hertrouwen zelfs zeven keer in hun leven. Sinds de Franse overheersing zijn veel Malagassiërs bekeerd naar het christendom, maar een groot deel van de Mahafaly zijn nog steeds animisten. Ze houden zich bezig met voorouderverering en hebben hun eigen fady (taboe's). Zo is het vaak fady voor kinderen om in hetzelfde huis te slapen als hun ouders en worden veel diersoorten door fady beschermd.

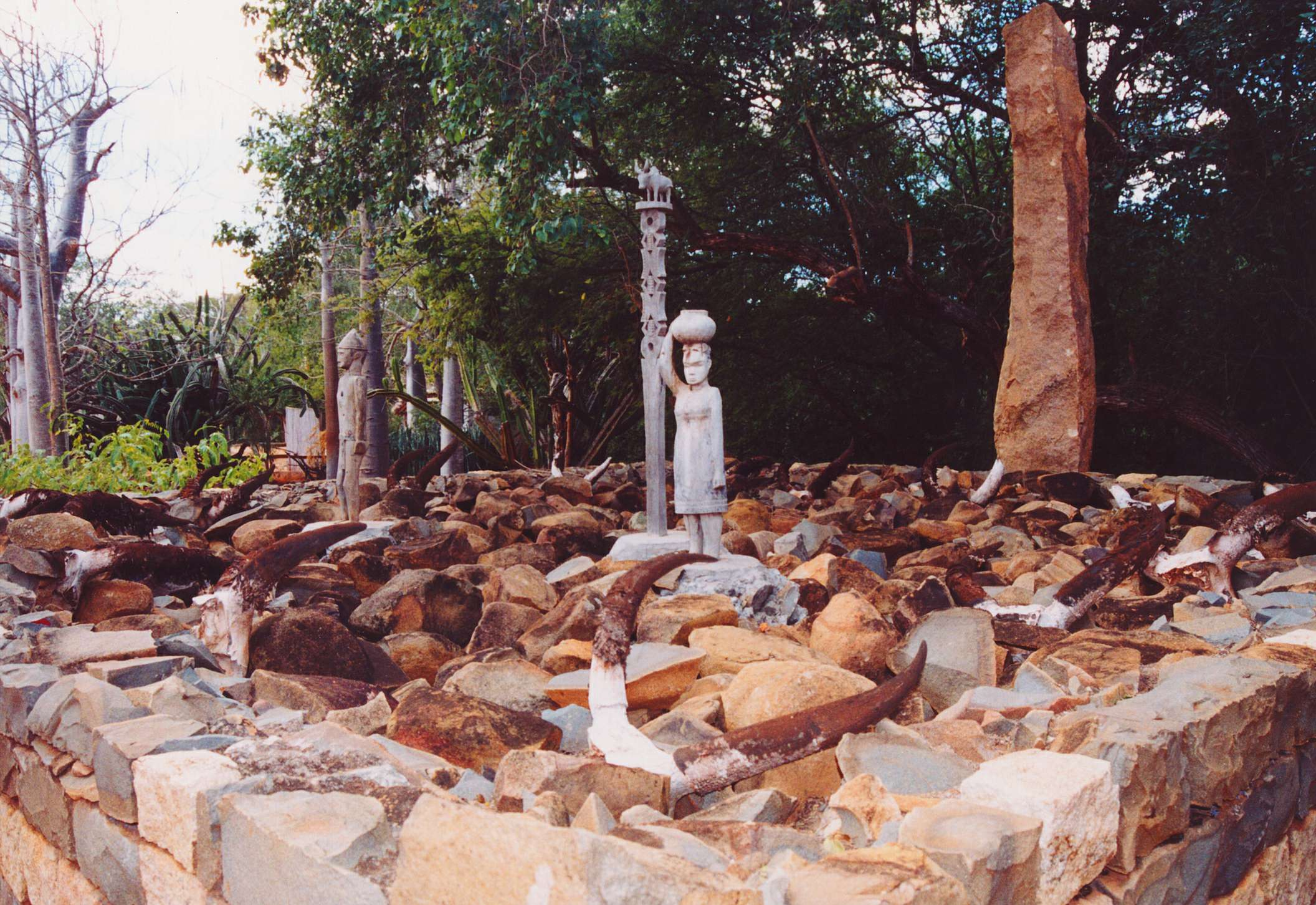
Mahafalytombe in het Berenty-reservaat.

### Jiny-cultus
Veel Mahafaly beoefenen de jiny-cultus, de aanbidding van overleden stamhoofden die de Mahafaly bestuurden vóór de bezetting van de Fransen. Beenderen van deze stamhoofden worden nog steeds bewaard op de hazo manga, begraafplaatsen waarin elke grote stenen tombe wordt omringd door hoorns en schedels van de zeboe, geslacht tijdens het begrafenisritueel, en houten beelden. Sommige van deze beelden, aloalo genoemd, stellen overleden personen voor, andere zijn een abstracte voorstelling van de natuur zelf, het leven na de dood en de relatie tussen de levenden en de doden. De status van de overleden stamhoofd is af te leiden van de hoeveelheid aloalo en hoorns, zo was de tombe van Tsiampody versierd met 700 zeboehoorns. Tijdens de begrafenisplechtigheid kreeg het stamhoofd een nieuwe naam voor zijn leven na de dood, meestal beginnend met Andria....